# Et uus saaks alguse
Et uus saaks alguse è un singolo del cantante estone Birgit Õigemeel.
Con questa canzone l'artista ha partecipato, in rappresentanza dell'Estonia, all'Eurovision Song Contest 2013 svoltosi in Svezia, dove si è classificata al 20º posto in finale.

## Tracce
1. Et uus saaks alguse – 3:57